# Orphinus defectus
Orphinus defectus es una especie de escarabajo de piel del género Orphinus, de la familia Dermestidae, orden Coleoptera.

## Distribución
Se distribuye por Europa, Australia y Asia.

## Taxonomía
Fue descrita por Walker en 1858.